# Testament (Tudor Arghezi)
„Testament” este o poezie de Tudor Arghezi, care a fost publicată în 1927 în volumul „Cuvinte potrivite”. Face parte din seria artelor poetice moderne ale literaturii române din perioada interbelică, alături de „Eu nu strivesc corola de minuni a lumii” de Lucian Blaga și „Joc secund” de Ion Barbu.
Poezia se încadrează în modernism prin încălcarea regulilor prozodice (strofe cu număr inegal de versuri: 8, 4, 18, 13, 8), ambiguitatea limbajului evidențiată de metafore inedite (metafore pentru creație „o treaptă”, „hrisov”) și estetica urâtului – orice aspect al realității, fie el frumos sau urât, se transformă în material estetic („Din bube, mucegaiuri și noroi/Iscat-am frumuseți și prețuri noi”). De asemenea, face posibilă încadrarea în modernism prin transfigurarea socialului în estetic („sapa-n condei și brazda-n călimară”) și prin raportul dintre inspirație și tehnica poetului în care acesta transfigurează („am ivit”, „am schimbat”, „am preschimbat”, „iscat-am”, „făcui”) și de a sintetiza („grămădii”, „am strâns”, „am adunat”) orice aspect al realității în material poetic.

## Semnificația titlului
Titlul poeziei are o dublă accepție: una denotativă și una religioasă. În sens propriu (denotativ), titlul desemnează un act juridic întocmit de o persoană prin care aceasta își exprimă dorințele ce urmează a-i fi îndeplinite după moarte, mai cu seamă, în transmiterea averii sale. În accepție religioasă, însă, cuvântul face trimitere la cele două mari părți ale Bibliei, Vechiul Testament și Noul Testament, în care sunt concentrate învățăturile proorocilor și apostolilor adresate omenirii. Din această accepție religioasă derivă și sensul conotativ al termenului, întâlnit în poezie. Astfel, creația argheziană devine o moștenire spirituală adresată urmașilor-cititori sau viitorilor scriitori.

## Tema
Tema poeziei o reprezintă creația literară în ipostaza de meșteșug, creație lăsată ca moștenire unui fiu spiritual. Textul poetic este conceput ca un monolog adresat de tată unui fiu spiritual căruia îi este lăsată drept unică moștenire „cartea”, metonimie care desemnează opera literară. Discursul liric având un caracter adresat, lirismul subiectiv se realizează prin atitudinea poetică transmisă în mod direct și, la nivelul expresiei, prin mărcile subiectivității: pronumele personale, adjectivele posesive, verbele la persoana I și a II-a singular, alternând spre diferențiere cu persoana a III-a, topica afectivă (inversiuni și dislocări sintactice). În poezie, eul liric apare în mai multe ipostaze: eu/noi, eu/tatăl – fiul, „de la străbunii mei până la tine”, „Robul o scrie – Domnul o citește” (în finalul poeziei).

## Structura
Textul poetic este structurat în cinci strofe cu număr inegal de versuri, încălcarea regulilor prozodice fiind o particularitate a modernismului. Discursul liric este organizat sub forma unui monolog adresat / dialog imaginar între tată și fiu, între străbuni și urmași, între rob și Domn, tot atâtea ipostaze ale eului liric.
Metafora „carte” are un loc central în această artă poetică, fiind un element de recurență. Condiția poetului este concentrată în versul „Decât un nume adunat pe-o carte”, iar poezia apare ca bun spiritual: „Nu-ți voi lăsa drept bunuri, după moarte”. Metafora „seara răzvrătită” face trimitere la trecutul zbuciumat al strămoșilor, care se leagă de generațiile viitoare prin „carte”, creația poetică, treaptă a prezentului: „În seara răzvrătită care vine, / De la străbunii mei până la tine”.
Enumerația „râpi și gropi adânci”, ca și versul următor: „Suite de bătrânii mei pe brânci”, sugerează drumul dificil al cunoașterii și al acumulărilor străbătut de înaintași.